# Rakekniven
Der Rakekniven (norwegisch für Rasierapparat) ist ein 2365 m hoher Berg im ostantarktischen Königin-Maud-Land. In den Filchnerbergen der Orvinfjella ragt er am nördlichen Ende des Trollslottet auf. 
Norwegische Kartographen, die ihn auch benannten, kartierten ihn anhand von Vermessungen und Luftaufnahmen der Dritten Norwegischen Antarktisexpedition (1956–1960).